# Geno Stone
Geno Stone (geboren am 19. April 1999 in New Castle, Pennsylvania) ist ein US-amerikanischer American-Football-Spieler auf der Position des Safeties. Er spielte College Football für die University of Iowa und steht bei den Cincinnati Bengals in der National Football League (NFL) unter Vertrag. Zuvor spielte Stone von 2020 bis 2023 abgesehen von einem Intermezzo bei den Houston Texans für die Baltimore Ravens.

## College
Stone besuchte die Highschool in seiner Heimatstadt New Castle, Pennsylvania, die mit Malik Hooker bereits einige Jahre zuvor einen späteren NFL-Spieler hervorgebracht hatte (Erstrundenpick im NFL Draft 2017). Stone spielte Football sowohl in der Offense als auch in der Defense und war auch in mehreren anderen Sportarten aktiv. Zunächst plante er, an der Kent State University College Football zu spielen, bevor er spät ein Stipendienangebot einer Universität aus den Power Five erhielt und sich für die Iowa Hawkeyes der University of Iowa entschied. Stone spielte von 2017 bis 2019 am College. Nach einem Jahr vorwiegend in den Special Teams avancierte er 2018 zum Stammspieler und verzeichnete in seiner College-Karriere insgesamt sechs Interceptions, vier erzwungene Fumbles sowie einen Touchdown. Er verzichtete auf eine mögliche vierte Saison am College, um sich für den NFL Draft anzumelden. Stone ging davon aus, bis zur dritten Runde ausgewählt zu werden, fiel aber unter anderem aufgrund einer wenig überzeugenden Leistung beim NFL Combine, während er an einer Beinverletzung laborierte, bis in die siebte Runde. Zudem galten seine Größe und Athletik als unterdurchschnittlich.

## NFL
Stone wurde im NFL Draft 2020 in der siebten Runde an 219. Stelle von den Baltimore Ravens ausgewählt. Nachdem er an den ersten vier Spieltagen nicht zum Einsatz gekommen war, wurde er entlassen, aber anschließend in den Practice Squad aufgenommen und später wieder in den aktiven Kader befördert. Stone kam zu zwei Einsätzen, bevor er am 28. Dezember 2020 erneut entlassen wurde. Daraufhin wurde er einen Spieltag vor Saisonende über die Waiver-Liste von den Houston Texans verpflichtet. Für die neue Saison verlängerten die Texans nicht mit Stone, daraufhin kehrte er im März 2021 zu den Ravens zurück.
Stone nahm zunächst vor allem eine größere Rolle in den Special Teams ein und fungierte in der Defense als Ersatzspieler. In der Saison 2021 lief er am 13. Spieltag erstmals als Starter auf, als Chuck Clark wegen COVID-19 ausfiel und DeShon Elliott verletzungsbedingt nicht spielen konnte. Am letzten Spieltag gelang Stone gegen Ben Roethlisberger von den Pittsburgh Steelers seine erste Interception in der NFL. Im April 2022 nahmen die Ravens Stone für die Saison 2022 unter Vertrag. In seinem dritten Jahr in der NFL verzeichnete Stone 38 Tackles und einen erzwungenen Fumble. Er kam in sieben Spielen als Starter zum Einsatz, während Marcus Williams verletzungsbedingt fehlte. Zudem kam er auch zum Einsatz, wenn die Ravens mit drei Safeties spielten. Einen Tag nach Ablauf seines Vertrags unterschrieb Stone auch für die Saison 2023 in Baltimore.
In der Saison 2023 sah Stone begünstigt durch den erneuten verletzungsbedingten Ausfall von Williams wieder mehr Einsatzzeit, in der er sich in den Vordergrund spielen konnte und die Liga zur Saisonmitte in Interceptions anführte. Mit insgesamt sieben Interceptions war er der in dieser Statistik nach DaRon Bland (9) erfolgreichste Spieler der Saison.
Im März 2024 unterschrieb Stone einen Zweijahresvertrag im Wert von 15 Millionen US-Dollar bei den Cincinnati Bengals.

### NFL-Statistiken
| Saison                             | Saison | Spiele | Spiele      | Tackles | Tackles | Tackles | Tackles | Interceptions | Interceptions | Interceptions | Interceptions | Interceptions | Fumbles | Fumbles | Fumbles |
| Jahr                               | Team   | Spiele | als Starter | Gesamt  | Solo    | Att     | Sacks   | PD            | INT           | Yds           | Lng           | TD            | FF      | FR      | Yds     |
| ---------------------------------- | ------ | ------ | ----------- | ------- | ------- | ------- | ------- | ------------- | ------------- | ------------- | ------------- | ------------- | ------- | ------- | ------- |
| 2020                               | BAL    | 2      | 0           | 0       | 0       | 0       | 0,0     | 0             | 0             | 0             | 0             | 0             | 0       | 0       | 0       |
| 2021                               | BAL    | 15     | 1           | 21      | 15      | 6       | 0,0     | 1             | 1             | 0             | 0             | 0             | 0       | 0       | 0       |
| 2022                               | BAL    | 17     | 7           | 38      | 34      | 4       | 0,0     | 1             | 0             | 0             | 0             | 0             | 1       | 1       | 0       |
| 2023                               | BAL    | 17     | 11          | 68      | 44      | 24      | 0,0     | 9             | 7             | 101           | 36            | 0             | 0       | 0       | 0       |
| 2024                               | CIN    | 17     | 17          | 81      | 47      | 34      | 0,0     | 6             | 4             | 88            | 49            | 1             | 0       | 1       | 6       |
| Gesamt                             | Gesamt | 68     | 36          | 208     | 140     | 68      | 0,0     | 17            | 12            | 189           | 49            | 1             | 1       | 2       | 0       |
| Quelle: pro-football-reference.com |        |        |             |         |         |         |         |               |               |               |               |               |         |         |         |